# Heterusia merla
Heterusia merla là một loài bướm đêm trong họ Geometridae.